# Autoimunita

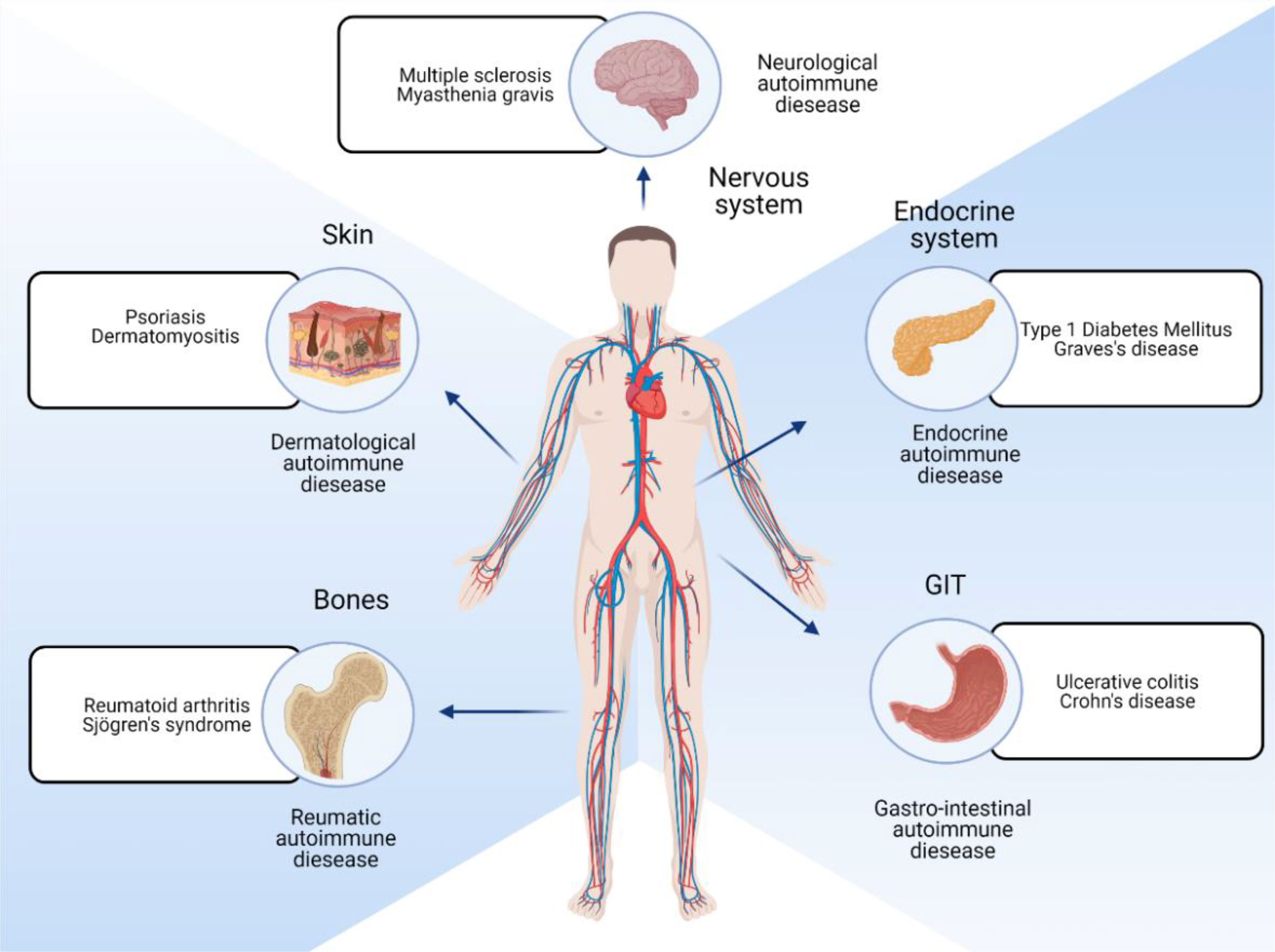
Autoimunitní choroby mohou postihovat různé systémy a orgány lidského těla

Autoimunita je stav, při kterém některá ze složek imunitního systému reaguje na struktury vlastního organismu, které tím zpravidla poškozuje. Jinými slovy, jedná se o imunitní odpověď na antigeny vlastního těla. Mnohdy taková reakce vyvolává autoimunitní onemocnění, k nimž patří například roztroušená skleróza, revmatoidní artritida, Sjögrenův syndrom, diabetes melitus 1. typu či celiakie. Autoimunitní choroby postihují asi 3 % populace (ženy častěji).
Významově opačným pojmem je autotolerance, tedy schopnost organismu tolerovat struktury jemu vlastní. Porucha autotolerance je tak vlastně příčinou autoimunity.

## Mechanismus
Důvody vzniku autoimunitní choroby mohou být značně různorodé. Některé poruchy jsou způsobené mutacemi v genomu či špatnou funkcí hormonů; ty jsou tedy do jisté míry geneticky a pohlavně podmíněné. Jiné se projeví během života jako vedlejší příznaky nevhodné imunitní reakce, například vlivem infekce (např. vlivem molekulárních mimikry), UV záření, farmak a jiných chemických látek.
Infekce zpravidla naruší vnitřní molekulární rovnováhu uvnitř těla (viz imunitní dysregulace), dojde k uvolnění látek do míst, kde se běžně nevyskytují, k produkci obranných chemických látek (cytokinů), které mohou měnit expresi genomu. Infekce také silně aktivuje některé části imunitního systému. Vlivem UV záření, léků a jiných chemických látek může dojít k modifikaci autoantigenů. Někdy tělo reaguje na jinak normální složku potravy, například na lepek při celiakii.

## Příčiny autoimunitních onemocnění
Přesné příčiny autoimunitních onemocnění nejsou zcela jasné, ale vědci věří, že kombinace genetických, environmentálních a hormonálních faktorů hraje klíčovou roli. Někteří jedinci mohou mít genetickou predispozici k autoimunitním chorobám, ale vnější vlivy, jako jsou infekce, strava nebo kontakt s chemickými látkami, mohou tyto choroby vyvolat nebo zhoršit.

## Druhy autoimunitních onemocnění
Existuje více než 80 různých druhů autoimunitních chorob. Mezi nejčastější patří:
- Revmatoidní artritida: Postihuje klouby, což vede k bolesti, ztuhlosti a otokům.
- Systémový lupus erythematodes (SLE): Může postihnout kůži, klouby, ledviny, mozek a další orgány.
- Diabetes mellitus 1. typu: Způsobuje, že imunitní systém napadá buňky pankreatu, což vede k nedostatku inzulínu.
- Celiakie: Vyvolává imunitní reakci na lepek, což poškozuje tenké střevo.
- Hashimotova tyreoiditida: Imunitní systém útočí na štítnou žlázu, což vede k jejímu poškození.